# Municipio Cuatro Cañadas
Das Municipio Cuatro Cañadas ist ein Verwaltungsbezirk im Departamento Santa Cruz im Tiefland des südamerikanischen Anden-Staates Bolivien.

## Lage im Nahraum
Das Municipio Cuatro Cañadas ist eines der sechs Municipios der Provinz Ñuflo de Chávez. Es grenzt im Norden an das Municipio Concepción, im Nordwesten an das Municipio San Julián, im Westen an die Provinz Ignacio Warnes, im Südwesten an die Provinz Andrés Ibáñez, im Süden an die Provinz Chiquitos, im Osten an die Provinz José Miguel de Velasco und im Nordosten an das Municipio San Antonio de Lomerío.
Das Municipio liegt sich zwischen etwa 17°01' und 17°32' südlicher Breite und 61°30' und 62°47' westlicher Länge, seine Ausdehnung in Nord-Süd-Richtung beträgt bis zu 50 Kilometer und in Ost-West-Richtung bis zu 125 Kilometer.
Der zentrale Ort des Municipios ist die Kleinstadt Cuatro Cañadas mit 8195 Einwohnern (Volkszählung 2012) im westlichen Teil des Municipios.

## Geographie
Das Municipio Cuatro Cañadas liegt im bolivianischen Tiefland in der Region Chiquitania, einem Kolonisationsgebiet zwischen Santa Cruz und der brasilianischen Grenze. Die Region war vor der Kolonisierung von Monsunwald bedeckt, ist heute aber größtenteils Kulturland.
Die mittlere Durchschnittstemperatur der Region liegt bei knapp 24 °C (siehe Klimadiagramm Warnes), die Monatswerte schwanken zwischen 20 °C im Juni/Juli und 26 °C von November bis Februar. Der Jahresniederschlag beträgt etwa 1300 mm, die Monatsniederschläge sind ergiebig und liegen zwischen 35 mm im August und 200 mm im Januar.

## Bevölkerung
Die Einwohnerzahl des Municipios ist zwischen 1992 und 2024 auf mehr als das Zweieinhalbfache angestiegen:
| Jahr | Einwohner | Quelle       |
| ---- | --------- | ------------ |
| 1992 | 9.210     | Volkszählung |
| 2001 | 17.574    | Volkszählung |
| 2012 | 22.845    | Volkszählung |
| 2024 | 25.260    | Volkszählung |

94,5 Prozent der Bevölkerung sprechen Spanisch, 42,1 Prozent sprechen Quechua, 1,2 Prozent Aymara, 0,7 Prozent Guaraní, und 1,7 Prozent andere indigene Sprachen.
Die Säuglingssterblichkeit war von 7,9 Prozent (1992) auf 7,8 Prozent im Jahr 2001 geringfügig zurückgegangen, der Alphabetisierungsgrad bei den über 6-Jährigen von 84,9 Prozent (1992) auf 88,9 Prozent angestiegen.
65,9 Prozent der Bevölkerung haben keinen Zugang zu Elektrizität, 20,7 Prozent leben ohne sanitäre Einrichtung. (2001)
55,2 Prozent der 3321 Haushalte besitzen ein Radio, 30,6 Prozent einen Fernseher, 54,8 Prozent ein Fahrrad, 4,7 Prozent ein Motorrad, 17,4 Prozent ein Auto, 32,0 Prozent einen Kühlschrank, und 3,4 Prozent ein Telefon. (2001)

## Politik
Ergebnis der Regionalwahlen (concejales del municipio) vom 4. April 2010:
| Wahl- berechtigte |  | Wahl- beteiligung | gültige Stimmen |  | MAS-IPSP | UCS    | ASIP   | SOL   | MSM   |
| ----------------- |  | ----------------- | --------------- |  | -------- | ------ | ------ | ----- | ----- |
| 6.831             |  | 5.412             | 4.114           |  | 2.129    | 779    | 716    | 311   | 179   |
|                   |  | 79,2 %            | 76,0 %          |  | 51,8 %   | 18,9 % | 17,4 % | 7,6 % | 4,4 % |

Ergebnis der Regionalwahlen (elecciones de autoridades políticas) vom 7. März 2021:
| Wahl- berechtigte |  | Wahl- beteiligung | gültige Stimmen |  | MAS-IPSP | CREEMOS | UNIDOS | ASIP   | SOL    | MNR    |
| ----------------- |  | ----------------- | --------------- |  | -------- | ------- | ------ | ------ | ------ | ------ |
| 12.175            |  | 10.441            | 9.640           |  | 6.696    | 2.073   | 678    | 123    | 47     | 23     |
|                   |  | 85,76 %           | 92,33 %         |  | 69,46 %  | 21,50 % | 7,03 % | 1,28 % | 0,49 % | 0,24 % |

## Gliederung
Das Municipio Cuatro Cañadas ist nicht weiter in Kantone (cantones) aufgeteilt.

## Ortschaften im Municipio Cuatro Cañadas
- Cuatro Cañadas 8195 Einw. – Puerto Rico 1200 Einw. – Puerto Pacay 341 Einw. – Los Troncos 332 Einw.